# Esmé Zooi
Esmé Gigi Geniviève Zooi (Esmé Gigi Geniveve Squalor in de originele reeks) is de op één na belangrijkste slechterik uit de dertiendelige boekenreeks Ellendige avonturen van Lemony Snicket.

## Biografie
Esmé is een onaardig, snobistisch figuur die houdt van alles wat modieus en hip is - of, zoals zij het zelf zegt, "in". Dat was dan ook de reden dat ze de voogdij wilde over de drie Baudelairewezen - Violet, Claus en Roosje.
Eerst was Esmé "de op vijf na belangrijkste financieel adviseur van de stad" en leefde ze met haar man Jerome in een groot appartement op de 66e verdieping in een penthouse aan de Duisterdreef 667.
Esmé maakte vervolgens kennis met Graaf Olaf in De Loze Lift en aan het eind van dit boek vluchtten ze samen weg. In het daaropvolgende boek, Het Doodenge Dorp, hielp ze hem bijvoorbeeld - vermomd als hoofdagente Luciana.
Als Esmé zichzelf voorstelt, noemt ze zich meestal bij haar volledige naam: Esmé Gigi Geniviève Zooi.